# Edgar Frank Codd
Edgar Frank „Ted“ Codd (23. srpna 1923 Isle of Portland, Anglie – 18. dubna 2003 Williams Island, USA) byl britsko-americký matematik a informatik, který se proslavil klíčovými příspěvky v teorii relačních databází.

## Život
Narodil se v Anglii. Studoval matematiku a chemii v Oxfordu, ale studia přerušil a zúčastnil se bojů druhé světové války jako pilot RAF. Roku 1948 studia dokončil a odešel do USA (stal se časem i americkým občanem). Roku 1949 nastoupil do IBM a podílel se na vývoji prvních počítačů. Vynalezl techniku zvanou multitasking, která umožňuje spustit několik programů najednou. Ovšem nejdůležitějším jeho příspěvkem byl relační model pro správu databází, významná obecná teorie správy dat. Jeho klíčový článek, který spustil revoluci ve správě počítačových databází – A Relational Model of Data for Large Shared Data Banks – vyšel roku 1970. Na základě Coddova modelu pak vyvinuli Donald D. Chamberlin a Raymond F. Boyce Structured Query Language (SQL), který se však dlouho nemohl prosadit, neboť počítače náročný systém správy databáze nezvládaly a IBM nechtěla na nový systém plně vsadit. Teprve společnosti jako Oracle Corporation, Informix Corporation či Sybase Inc Coddův model plně využily (na počátku 80. let) a posunuly tak významně vývoj počítačů. Teprve poté byl také Codd doceněn: V roce 1981 dostal Turingovu cenu, nejvyšší ocenění v oblasti informatiky. Svou dobu předběhl i v mnohém dalším, například jeho rané práce o „sebe-reprodukujícím computeru“ začaly být využívány v praxi až po roce 2010.